# فرانکو کازاولا
فرانکو کازاوُلا (ایتالیایی: Franco Casavola؛ ۱۳ ژوئیه ۱۸۹۱–۷ ژوئیه ۱۹۵۵) آهنگساز فوتوریست، رهبر ارکستر، موسیقی‌دان و مؤلف اهل ایتالیا بود.
وی دانش‌آموختهٔ «آکادمی ملی سانتا سیسیلیا» بود و به دعوت فیلیپو تومازو مارینتی به جنبش آهنگسازان فوتوریست پیوست.
از فیلم‌هایی که وی در آن‌ها نقش داشته است، می‌توان به آخرین رقص، عقاب سیاه، شهبانوی ناوارا و رستاخیز اشاره نمود.